# Бресница (Словения)
Вижте пояснителната страница за други значения на Бресница.
Бресница (на словенски: Bresnica) е село в Словения, Подравски регион, община Ормож. Според Националната статистическа служба на Република Словения през 2015 г. селото има 249 жители.